# Мкртчян, Арутюн Рубенович

Арутюн Рубенович Мкртчян (14 октября 1922, Ваграмаберд, ЗСФСР — 2002, Джрарат) — участник Великой Отечественной войны, Герой Советского Союза (24.03.1945), командир отделения роты автоматчиков 536-го стрелкового полка 89-й Армянской стрелковой дивизии, старший сержант (впоследствии майор в отставке).

## Биография
Родился в семье крестьянина 14 октября 1922 года в селе Ваграмаберд ЗСФСР (ныне Ахурянский район Армении). Армянин по национальности. Арутюн Мкртчян с успехом окончив сельскую школу, поступил в железнодорожный техникум города Ленинакан, по окончании которого работал дежурным по станции.
В 1942 году был призван в ряды Красной Армии. Через несколько месяцев ускоренного обучения в звании сержанта был направлен в действующую армию. Воевал в должности командира отделения роты автоматчиков 536-го стрелкового полка 89-й стрелковой армянской дивизии. Участвовал в боях за Кавказ, освобождении Польши, форсировании Одера, во взятии Франкфурта и Берлина.
Особо отличился Мкртчян 12 мая 1944 года в бою за город Севастополь. С двумя автоматчиками проник в тыл опорного пункта противника, уничтожив свыше 10 немецких солдат и офицеров, при этом 38 взяв в плен. Продвигаясь дальше, в числе первых пробился к берегу моря в районе мыса Херсонес и водрузил красный флаг. Указом Президиума Верховного Совета СССР от 24 марта 1945 года за образцовое выполнение боевых заданий командования на фронте борьбы с немецко-фашистским захватчиками и проявленные при этом мужество и героизм старшему сержанту Арутюну Рубеновичу Мкртчяну присвоено звание Героя Советского Союза с вручением ордена Ленина и медали «Золотая Звезда»(№ 6496).
После войны, дослужившись до майора, уволился в запас. Вернувшись на родину, в 1952 году окончил сельскохозяйственный институт в Ереване. Жил в селе Джрарат Эчмиадзинского района Армении на улице  Арутюна Мкртчяна дом 7 (улица названа в честь Героя ) Работал начальником Эчмиадзинского автотракторного комбината. Умер 11 марта 2002 года.
Жена —  Герой Социалистического Труда Мариам Петросовна Мартиросян.

## Награды
- Герой Советского Союза (24.03.1945);
- орден Ленина (24.03.1945);
- орден Красного Знамени (2.05.1944);
- орден Отечественной войны I степени (11.03.1985);
- орден Отечественной войны II степени (16.05.1945);
- орден Красной Звезды (6.11.1943);
- медаль «За отвагу» (15.02.1943);
- другие медали.